# 009-1
009-1 (ゼロゼロナイン・ワン, Zero Zero Nine-One) é uma série de anime com o tema ficção/espionagem baseada no manga do artista Shotaro Ishinomori. A série foi exibida pela primeira vez no final dos anos 1960 como "Flower Action 009-1" e o anime estreou pela TBS do Japão em outubro de 2006. O mangá originalmente se chamava 009ノ1 ("Zero Zero Ku-no-ichi"; fazendo referência a ocupação do personagem principal como espiã) e foi lançado na revista semanal Manga Action de 1961 a 1967, e então retornou brevemente em 1970. Trata-se de Mylene Hoffmann (ミレーヌ・ホフマン Mirēnu Hofumann), uma ciborgue que trabalha como agente secreta. Em junho de 2013, foi anunciado que o mangá seria adaptado para um filme live-action intitulado de 009-1: The End of the Beginning (lit. 009-1: O Fim do Início) que seria dirigido por Koichi Sakamoto e estrelado por Mayuko Iwasa. Minehiro Kinomoto, Nao Nagasawa, Mao Ichimichi, Shizuka Midorikawa, Naoto Takenaka e Aya Sugimoto. Estreou em 7 de setembro de 2013.

## Personagens

### O Grupo Número 9
- Mylene Hoffmann (009-1)

Voz de: Yumiko Shaku

Mylene é uma das agentes do grupo feminino "Grupo Número 9", um dos dez grupos na "Organização Zero Zero" (uma organização do Bloco Ocidental). Quase todo o seu corpo foi mecanizado e a maioria das partes do corpo dela são equipadas com funções especiais as quais são necessárias para as atividades de um espião. Além da arma padrão, a qual é uma arma lazer, a WA-P009 (comumente chamada de arma de plasma), ela também usa comunicadores de ouvido, botas com uma arma de agulha escondida, e outros equipamentos. Os equipamentos mais secretos dela são as armas de peito 9 mm, que foram feitas dentro do corpo dela e bio munição - balas. Construídas dentro de ambos os seios, eles tem poder suficiente para fazer de um objeto queijo suíço. Vários equipamentos secretos foram instalados e modificados, mas as habilidades físicas dela também são grandes. Ela também tem amnésia. Todas essas características fazem dela a agente mais destacada da Organização Zero Zero.
- Judy Moore (009-2)
- Vanessa Ibert (009-3)

Voz de: Satsuki Yukino

Judy foi modificada com o foco em equipamentos de análise eletrônica. Apenas por focar um objeto, a câmera construída nos olhos pode armazenar os dados do objeto na memória do cérebro. Ela também é capaz de baixar informações através de uma conexão na parte de traz do pescoço.
- Berta Kästner (009-4)

Voz de: Akeno Watanabe

As 4 juntas dela foram modificadas. Ambos os cotovelos e ambos os joelhos podem ser equipados com unidades táticas específicas para cada missão. Dentre os agentes da Número 9 ela tem mais modificações cibernéticas.
- Thelma Banderas (009-5)
- Fei Chan (009-6)
- Mia Connery (009-7)

Voz de: Marina Inoue

Toda a sua estrutura óssea, bem como todos seus músculos e pele são compostos de um especial composto biológico, tornando possível a ela fazer uma completa transformação em qualquer pessoa. É uma boa agente, possui um rosto meigo, mas que apesar disso nunca demonstra qualquer sentimento ou emoção durante uma missão. Seu nome pode ser uma referência a Sean Connery, que interpretou um dos filmes de 007.
- Una Berry (009-8)
- Mio Murashima (009-9) (O nome dela pode ser uma referência a Joe Shimamura de Cyborg 009.)
- Alyona Theremin (009-10)
- Bella Theremin (009-11)
- Amia Riegl (009-12)
- Number Zero

Voz de: Houchu Ohtsuka

Este é o comandante da organização Zero Zero, é o chefe do Grupo Número 9. A história pessoal dele é encoberta completamente por mistério e ninguém sabe sua verdadeira identidade. Seu relacionamento com Mylene pode ser visto como o de uma figura de um pai, mas durante uma missão a interação entre eles é sempre profissional. Ele é essencialmente calmo e legal.

### O Bloco Ocidental
- Double Gomez

Voz de: Naomi Kusumi 

Líder de esquadrão do Esquadrão de Mutação Genética. Tem um forte desejo de vencer e é o tipo de personagem que sempre dá ordens aos seus subordinados com uma alta voz, tentando dar crédito a si mesmo. Ele chama os mutantes de "monstros".,
- Mars

Voz de: Keiichi Noda

Código: 020. Ém um agente top na Organização Zero Zero. Ele é dito como sendo o de temperamento mais curto na organização. Sua força física é incrível, e seu codinome "Mars" (marte) é o nome do deus da guerra e agricultura na mitologia romana. Ele apresenta certa semelhança física com Jet Link (Cyborg 002) de Cyborg 009.
- Apollo

Voz de: Atsushi Imaruoka

Código: 030. Também é um agente top da Organização Zero Zero. Assim como Mars, ele não mostra resultados extremamente bons, mas em uma missão ele sempre põe a si mesmo numa posição para dar cobertura a outros e dessa forma sempre completa seu trabalho. Ele é um velho companheiro de Mars, e eles parecem ter trabalhado juntos como equipe frequentemente. Seu codinome "Apollo" é o nome do deus do sol na mitologia romana. Na mitologia grega, ele é um dos doze Olympus. É o deus da profecia, pastoria e música.
- Ironheart

Voz de: Katsumi Chou

Um espião veterano que um dia foi um top espição da Organização Zero Zero. Ele é também o mentor de Mylene. Todo o seu corpo é feito de equipamentos cibernéticos.

### O Bloco Oriental
- Ludmila Schindler
- Ivan Godunov
- Doctor Green
- Freya
- Odin
- Loki
- Borzov

### Outros
- Egg
- The Phantom
- Mysterious Woman
- Mutant Girl
- Sam

## Dublagem brasileira
- Mylene Hoffmann - Letícia Quinto
- Número zero - César Marchetti
- Vanessa Hibert - Angélica Santos
- Berta Kästner - Raquel Marinho
- Mia Connery - Tatiane Keplmair
- Ludmila Schindler - Zaíra Zordan
- Doctor Green - Gileno Santoro